# Pelin Çelik
Pelin Çelik o Pelin Çelik Emniyetli (Istanbul, 23 de maig de 1982) va ser una jugadora de voleibol turca. També jugava al volei platja. Pelik Çelik va ser integrant de la selecció nacional turca de voleibol femenina. El 2009 ha estat escollida la millor setter (col·locadora) de la Lliga Europea. Ha jugat en equips turcs com Fenerbahçe SK, Ankaragücü, Karşıyaka, Beşiktaş, Sarıyer i Çanakkale Belediyespor i Rabita Baku de l'Azerbaidjan. Des del 2017 és manager de la selecció femeni de voleibol turca.
Pelin Çelik és filla de l'exjugador de futbol de Fenerbahçe i Gençlerbirliği "Paşa Hüseyin" (Hüseyin Çelik) i està casada amb Alper Emniyetli. La seva germana Sezin Çelik també és jugadora de voleibol de sala i de platja.